# Stronnictwo Ludowe „Ojcowizna” RP
Stronnictwo Ludowe „Ojcowizna” RP (Ojcowizna RP, SL „Ojcowizna”) – polska konserwatywna partia polityczna o charakterze ludowym. Pod obecną nazwą działająca od 2012, zarejestrowana w 2013. Do 2012 ugrupowanie działało jako Stronnictwo Ludowe „Ojcowizna” (zarejestrowane jako partia w latach 2004–2010).
Ugrupowanie nawiązuje do Polskiego Forum Ludowo-Chrześcijańskiego „Ojcowizna” – partii działającej w latach 1991–1997. Do „Ojcowizny” należy wielu działaczy NSZZ „Solidarność” Rolników Indywidualnych.

## Historia
Partia o nazwie Stronnictwo Ludowe „Ojcowizna” powstała w Rzeszowie. Zgłoszona została do ewidencji partii politycznych 7 lipca 2004, a zarejestrowana postanowieniem z 10 listopada 2004. Założycielem partii był Roman Bartoszcze, a na jej czele stanął Wieńczysław Nowacki. Partia wystawiła dwóch kandydatów do Senatu w wyborach parlamentarnych w 2005: Antoniego Jarosza w okręgu Krosno (otrzymał 21 595 głosów – 10. miejsce na 14 kandydatów), oraz Janusza Szkutnika w okręgu Rzeszów (otrzymał 7964 głosów – 18. miejsce na 20 kandydatów). 3 kandydatów „Ojcowizny” wystartowało także do Sejmu z list Domu Ojczystego. W okręgu Rzeszów Kazimierz Chorzępa otrzymał 77 głosów, a Mieczysław Domaradzki 36. W okręgu Kielce Roman Nowacki uzyskał 8 głosów.
W wyborach samorządowych w 2006 SL „Ojcowizna” zgłosiło kandydatów do Rady Miasta i Gminy Błażowa (województwo podkarpackie) oraz do Rady Miasta i Gminy Kórnik (województwo wielkopolskie), którzy jednak nie otrzymali mandatów. Pojedyncze mandaty ugrupowanie uzyskało z list innych komitetów (m.in. Antoni Kopaczewski został radnym Rzeszowa z listy Prawa i Sprawiedliwości).
W 26. rocznicę strajków chłopskich i podpisania Porozumień Rzeszowsko-Ustrzyckich na zjeździe w Rzeszowie w lutym 2007 Stronnictwo Ludowe „Ojcowizna” ogłosiło swój dokument programowy pod nazwą Konstytucja Polskiej Wsi, którą poparły inne marginalne organizacje, jak Stowarzyszenie Patriotyczno-Narodowe „Nadzieja” w Bytomiu oraz Wielkopolskie Towarzystwo Uwłaszczeniowe. Doszło także do przeorganizowania partii. Oficjalną współpracę ze Stronnictwem w charakterze doradców podjęli m.in. senator Adam Biela i prof. Romuald Kukołowicz. W skład władz ugrupowania weszła m.in. grupa byłych parlamentarzystów prawicowych partii ludowych.
W 2006 prezes honorowy „Ojcowizny” Antoni Kopaczewski odznaczony został przez Lecha Kaczyńskiego Krzyżem Komandorskim Orderu Odrodzenia Polski.
W wyborach parlamentarnych w 2007 i w wyborach do Parlamentu Europejskiego w 2009 partia nie wystawiła kandydatów, pomimo rejestracji komitetu. W 2009 zawarła porozumienie o współpracy z Ligą Obrony Suwerenności. Sprzeciwiała się ratyfikacji traktatu lizbońskiego.
Postanowieniem Sądu Okręgowego w Warszawie z 15 marca 2010 SL „Ojcowizna” zostało wykreślone z ewidencji partii politycznych. W wyborach prezydenckich w tym samym roku ugrupowanie poparło kandydaturę Jarosława Kaczyńskiego z PiS. Wzięło także udział w wyborach samorządowych w tym samym roku (nie tylko w ramach własnego komitetu, np. Antoni Kopaczewski uzyskał reelekcję do rady Rzeszowa z listy PiS).
22 maja 2011 w Rzeszowie z inicjatywy SL „Ojcowizna” powołana została Grupa Robocza Ugrupowań Patriotycznych i Narodowych „Ojcowizna”, której celem było przygotowanie wspólnego udziału w wyborach parlamentarnych w 2011 kilku ugrupowań o charakterze ludowym i narodowym. Przewodniczącym grupy został prezes SL „Ojcowizna” Kazimierz Chorzępa. W skład grupy weszli również przedstawiciele Ligi Polskich Rodzin, Przymierza Narodu Polskiego, Przymierza Ludowo-Narodowego, Stronnictwa Narodowego im. Dmowskiego Romana oraz kilku stowarzyszeń. Ostatecznie jedynym kandydatem Grupy (z udziału w której wycofała się LPR) był działacz SL „Ojcowizna” Wieńczysław Nowacki, który wystartował do Senatu w okręgu obejmującym m.in. Przemyśl z ramienia KWW „Ojcowizna”. Otrzymał on 3227 głosów, co było najgorszym wynikiem spośród 6 kandydatów w okręgu.
W dniach 18–19 lutego 2012 odbył się I Kongres Stronnictwa Ludowego „Ojcowizna” RP. 28 grudnia tego samego roku zgłoszono wniosek o rejestrację partii o tej nazwie, który został przyjęty 30 kwietnia 2013. Prezesem ugrupowania pozostał Kazimierz Chorzępa.
Partia zbojkotowała wybory do Parlamentu Europejskiego w 2014, sugerując jednocześnie poparcie dla Ruchu Narodowego i pojedynczych kandydatów z innych list. Zapowiedziała natomiast wystawienie komitetu w wyborach do rad gmin, a także kandydatów na burmistrzów i wójtów w wyborach samorządowych w tym samym roku. W wyborach do sejmików województw wystawiła listy w dwóch okręgach na Podkarpaciu i w jednym okręgu w Wielkopolsce. W skali kraju jej wynik wyniósł 0,03% głosów. W województwie podkarpackim wynik partii wyniósł 1,2% głosów, a w wielkopolskim 0,9%. Związani z partią kandydaci startowali na burmistrzów Tomaszowa Lubelskiego i Stąporkowa, uzyskując niewielkie poparcie. W wyborach prezydenckich w 2015 „Ojcowizna” nie udzieliła poparcia żadnemu z kandydatów. Na wybory parlamentarne w tym samym roku partia powołała komitet, jednak nie zarejestrowała żadnych kandydatów.
W wyborach samorządowych w 2018 kandydaci „Ojcowizny” wystartowali zarówno w ramach komitetu tej partii, jak i z innych list (członek partii kandydował m.in. do sejmiku podkarpackiego z listy Wolnych i Solidarnych). Komitet partii wystawił kandydata na burmistrza Sieniawy (który uzyskał niewielkie poparcie) oraz 23 kandydatów na radnych gmin (4 z nich uzyskało mandaty, w tym 3 w gminie Wiśniowa). Na wybory w 2019 (zarówno do Parlamentu Europejskiego, jak i do polskiego parlamentu) partia powoływała komitet, jednak jej kandydaci nie wystartowali. W wyborach prezydenckich w 2020 „Ojcowizna” poparła ubiegającego się o reelekcję Andrzeja Dudę.
W 2023 ugrupowanie było uczestnikiem Kongresu Naprawy Polski, na kanwie którego na Ruch Naprawy Polski przemianowała się następnie partia Akcja Wyborcza Polaków. W wyborach parlamentarnych w tym samym roku „Ojcowizna” powołała własny komitet, jednak nie wystawiła kandydatów z jego ramienia, ani także z ramienia RNP. W 2024 partia także powołała komitet na wybory zarówno samorządowe, jak i europejskie. Komitet „Ojcowizny” wystawił kandydatów do czterech rad gmin, nie uzyskując mandatów. Grzegorz Górniak kandydował także bez powodzenia do sejmiku dolnośląskiego z listy Normalnego Kraju. W wyborach do Europarlamentu partia nie wystawiła kandydatów.

## Władze partii

### Zarząd Krajowy
Prezes:
- Kazimierz Chorzępa

Wiceprezes:
- Stanisław Majdański

Sekretarz:
- Zdzisław Leśniak

Skarbnik:
- Stefan Bigos

Pozostali członkowie:
- Kazimierz Hukiewicz
- Wieńczysław Nowacki

Rada Naczelna partii liczy około 40 osób (wśród nich są członkowie Zarządu Krajowego). Członkami RN są m.in. byli parlamentarzyści: oprócz Stanisława Majdańskiego także Grzegorz Górniak i Józef Gutowski. Przed śmiercią w Radzie zasiadali również m.in. Antoni Jarosz, Janusz Rożek czy Henryk Suchora.

## Członek honorowy
Członkiem honorowym SL „Ojcowizna” był prezes stowarzyszenia Polskie Forum Ludowo-Chrześcijańskie „Ojcowizna” i współzałożyciel dawnej partii o tej nazwie, były poseł Leszek Murzyn (jednocześnie działający w Prawicy Rzeczypospolitej).